# Cannocchiali di Galileo

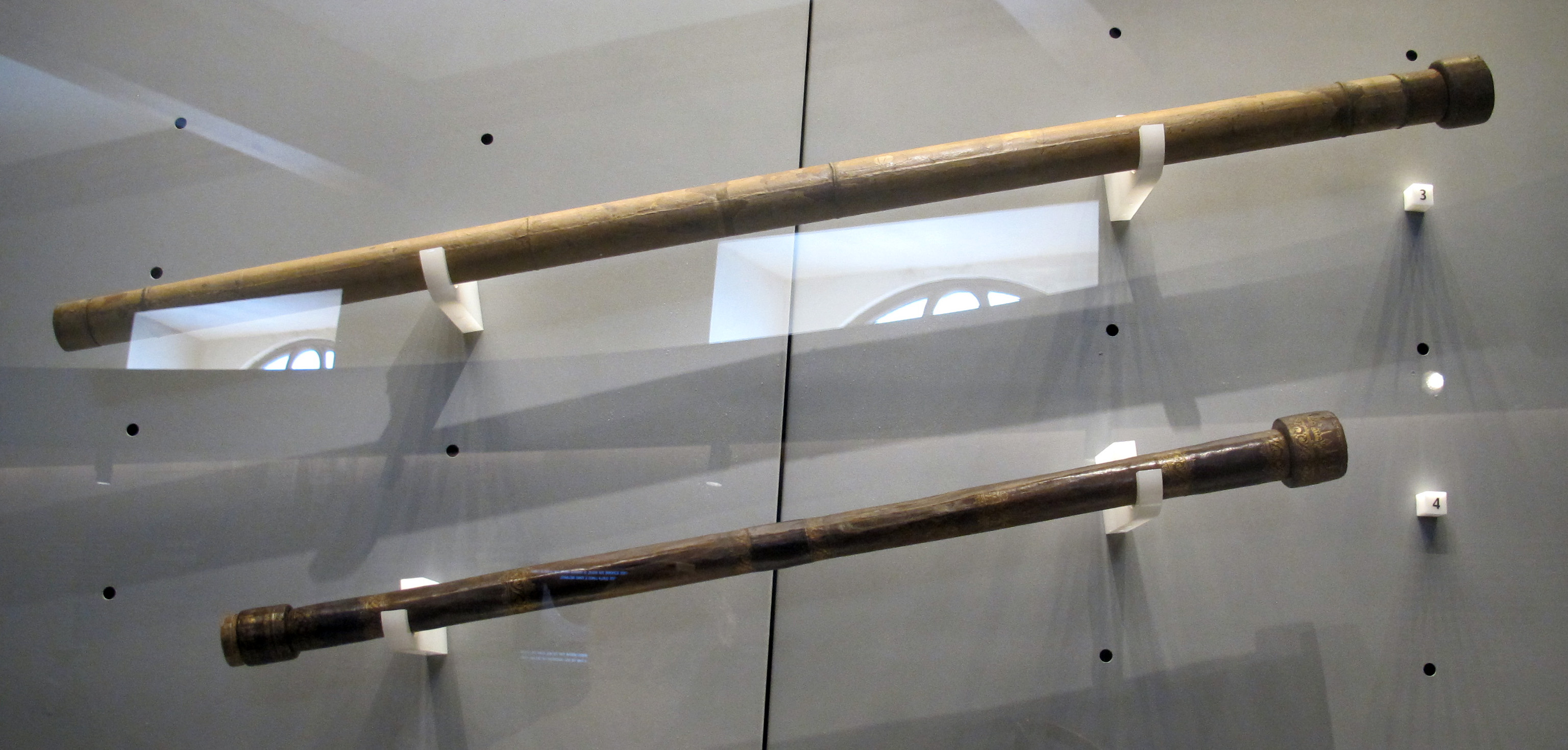
I cannocchiali di Galileo al Museo Galileo di Firenze.

I cannocchiali di Galileo sono i cannocchiali che ha costruito Galileo Galilei, e dei tanti che ne costruì ne restano solamente due ancora originali, conservati al Museo Galileo di Firenze.
Si chiamano cannocchiali galileiani, perché usano un particolare schema ottico per l'osservazione ingrandita e diretta della realtà, che probabilmente fu ideato da Galilei, o sicuramente, migliorato e perfezionato, per cui denominato così in onore a Galileo (nominativo che resta ancora oggi su tutta quella tipologia di ottiche). 
Galileo concepì ingegnosi accessori per i diversi impieghi del cannocchiale, sia per l'osservazione terrestre che per quella del cielo stellato: il micrometro, anzitutto, fondamentale per misurare le distanze tra Giove e i suoi satelliti, e l'elioscopio, che consentiva di osservare le macchie solari col cannocchiale senza subire danni agli occhi.
Nel 1611, il principe Federico Cesi, fondatore dell'Accademia dei Lincei, propose di denominare "telescopio" (dal greco tele, lontano, e scopeo, vedo) questi strumenti, usando un termine sicuramente più tecnico, del termine cannocchiale (occhiale a forma di canna); tuttavia, il cannocchiale galileiano, per sua natura, fornisce le immagini "dritte" della realtà, come fa il binocolo e come le vediamo normalmente ad occhio nudo, mentre il telescopio (quello kepleriano usato effettivamente come telescopio astronomico) fornisce una immagine capovolta, speculata ed invertita, che non è adatta all'osservazione terrestre. Infatti, i cannocchiali galileiani, furono usati, ad esempio, anche per avvistare le navi nemiche e per vari scopi terrestri e marittimi, più o meno bellici, fino all'invenzione dei prismi (~ 1850). Nel mondo moderno, i cannocchiali (ma anche i binocoli) o sono galileiani o sono prismatici, e questo schema ottico rimane così denominato "galileiano".

## Primo cannocchiale
Il primo cannocchiale di Galileo, conservato al museo, è composto da un tubo principale e di due sezioni minori nelle quali sono sistemati l'obiettivo e l'oculare. Il tubo principale, formato da due tubi semicircolari tenuti insieme da un filo di rame, è ricoperto di carta. L'obiettivo misura 51 mm di diametro, è biconvesso, ma i raggi di curvatura delle superfici delle due facce non sono uguali; la distanza focale è di 1330 mm, lo spessore al centro di 2,5 mm. L'oculare è piano-concavo e misura 26 mm di diametro; il lato concavo, in direzione dell'occhio, ha un raggio di curvatura di 48,5 mm; lo spessore al centro è di 3,0 mm, la distanza focale di -94 mm (la distanza focale negativa indica che si tratta di una lente divergente). Questo strumento può ingrandire gli oggetti di 14 volte (14x) ed ha un campo visivo con una ampiezza di soli 15' (minuti d'arco). Oggi, un cannocchiale moderno può raggiungere molto facilmente i 14x (spesso sono 20x-60x) ed ampiezze di campo di almeno 70' e fino a 150' (anche più, con oculari fissi, non zoom).

## Secondo cannocchiale
Il secondo cannocchiale di Galileo (inv. 2428) è composto di un tubo principale alle cui estremità sono inserite due sezioni separate che portano l'obiettivo e l'oculare. Il tubo, formato da listelli di legno uniti l'uno all'altro, è rivestito di pelle rossa (divenuta marrone con il trascorrere del tempo) con fregi in oro. L'obiettivo piano-convesso, con il lato convesso verso l'esterno, misura 37 mm di diametro, ha un'apertura di 15 mm, distanza focale di 980 mm e spessore al centro di 2,0 mm. L'oculare originale è perduto ed è stato sostituito nell'Ottocento da un oculare biconcavo di 22 mm di diametro, spessore al centro di 1,8 mm, distanza focale di ‑47,5 mm (la distanza focale negativa indica che si tratta di una lente divergente). Lo strumento può ingrandire gli oggetti di 21 volte (21x) e ha un campo visivo di 15'. Questo cannocchiale galileiano è registrato nell'inventario del 1704 della Galleria degli Uffizi come "Un cannocchiale di Galileo di braccia 1 2/3 di lunghezza [973 mm] in due pezzi per allungarlo, coperto di pelle di più colori e fregi dorati, con due lenti delle quali l'oculare è inclinato": l'oculare quindi esisteva ancora, ma libero nel tubo. Dalla fine del XVIII secolo si sono perse le tracce della lente oculare originale. 
Per vedere gli anelli di Saturno separati dal pianeta, sono necessari in genere almeno 18 ingrandimenti di buona qualità, ma è meglio usare 20x; quindi, con questo cannocchiale, Galileo ha probabilmente potuto vedere molte cose e fare varie nuove scoperte.

## Nell'antichità
La Nuova Criptologia di Athanasius Kircher, ispirandosi al trattato Magiae naturalis di Giovanni Battista Della Porta (pubblicato nel 1589) ripropose la leggenda del catoptron greco, uno specchio concavo che secondo Didimo alessandrino, come citato dal Aristophanis comoediae undecim cum scholiis antiquis del 1607, era «un gioco, inventato da Pitagora, che si fa con uno specchio. In tempo di luna piena, qualcuno scrive su uno specchio tutto ciò che vuole con del sangue e, avendo avvertito l’altro, si mette dietro e volge verso la luna le lettere scritte sullo specchio: allora l’altro fissando attentamente lo sguardo nel cerchio della luna, vi legge tutto ciò che è scritto sullo specchio, come fosse scritto sulla luna».
L'elemento del sangue umano o animale fu associata al rito diabolico e ispirò i processi dell'Inquisizione per stregoneria, finché i libri di Galilei non cancellarono il ricordo del segno del Maligno, riabilitando l'uso sperimentale di questo strumento.